# Wiens lag

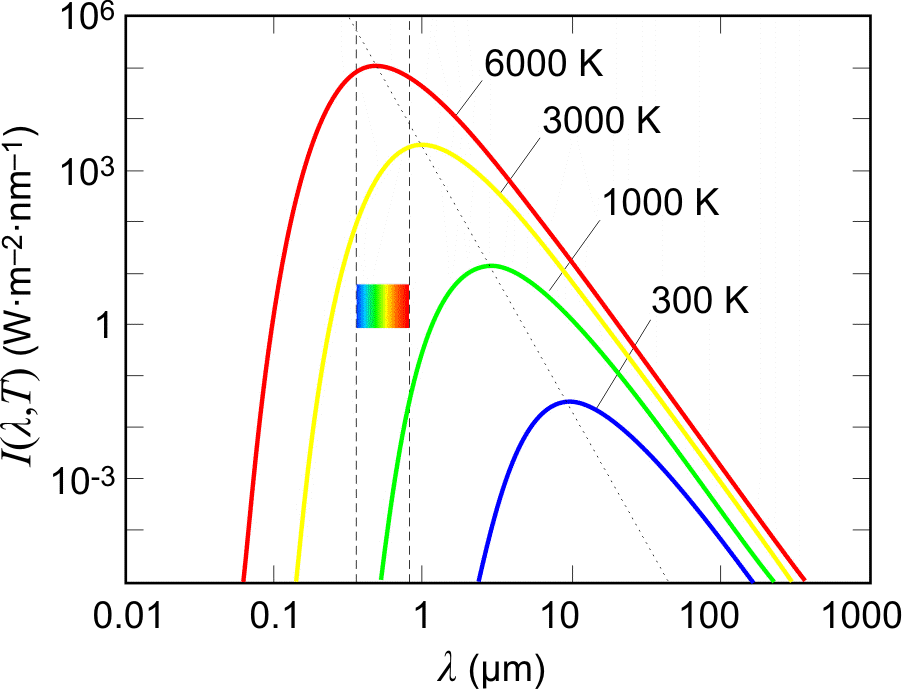
Svartkroppsspektrum vid olika temperaturer på dubbellogaritmisk skala; den streckade linjen genom topparna anger Wiens lag.

För approximationen av hela emissionsspektrumet, se Wiens strålningslag
Wiens lag, också kallad Wiens förskjutninglag, är sambandet mellan emissionsmaximum (den våglängd med störst intensitet) och temperaturen av en svartkroppsstrålare. Det är vanligt att uttrycka Wiens lag på följande form:
{\displaystyle {\frac {h\upsilon _{max}}{k_{B}T}}\approx 2,\!822}
där h är Plancks konstant, υmax emissionsmaximum, kB Boltzmanns konstant och T temperaturen. Lagen kan också skrivas
{\displaystyle \lambda _{max}={\frac {b}{T}}}
där konstanten b, Wiens förskjutningskonstant, är
{\displaystyle b=2,\!89777\times 10^{-3}\ \mathrm {m\cdot K} }
Några handfasta exempel: solen med en yttemperatur på 5800 K strålar starkast i det gröna kring 500 nm. En människa med en temperatur på 300 K strålar termisk infraröd med våglängder kring 10 μm. Kosmisk bakgrundsstrålning med en temperatur på 2,7 K har våglängder kring 1 mm.

## Härledning
Den tyske fysikern Wilhelm Wien formulerade lagen 1893 utifrån ett termodynamiskt bevis, men den kan också härledas ur Plancks strålninglag för svarta kroppar, som tillkom senare. Tanken är att derivera strålningslagen med avseende på våglängden λ, och för att få λmax sätts derivatan lika med noll. Under deriveringen hålls T konstant.
{\displaystyle u(\lambda )={8\pi hc \over \lambda ^{5}}{1 \over e^{hc/\lambda k_{B}T}-1}}
{\displaystyle {\partial u \over \partial \lambda }=8\pi hc\left({hc \over kT\lambda ^{7}}{e^{hc/\lambda kT} \over \left(e^{hc/\lambda k_{B}T}-1\right)^{2}}-{1 \over \lambda ^{6}}{5 \over e^{hc/\lambda k_{B}T}-1}\right)=0}
{\displaystyle {hc \over \lambda k_{B}T}{1 \over 1-e^{-hc/\lambda k_{B}T}}-5=0}
(c är ljushastigheten i vakuum.) Sätt
{\displaystyle x\equiv {hc \over \lambda k_{B}T}}
Då förkortas sambandet till
{\displaystyle {x \over 1-e^{-x}}-5=0}
vilket är ekvivalent med
{\displaystyle x=5(1-e^{-x})}
som löses av
{\displaystyle x=5+W_{0}(-5e^{-5})}
där {\displaystyle W_{0}} är principalgrenen av Lamberts W-funktion. Detta ger att x = 4,9651142317442763... vilket medför att uttrycket kan förenklas till
{\displaystyle {hc \over \lambda _{max}k_{B}T}=x\Rightarrow \lambda _{max}={\frac {ch}{k_{B}Tx}}}
När den enda varierande termen är T, kan man förenkla vidare med
{\displaystyle b={\frac {ch}{k_{B}x}}\approx 0,\!00289776\;\;\mathrm {m\cdot K} }
och erhålla den sökta
{\displaystyle \lambda _{max}={\frac {b}{T}}}